# Stauffenberg-Dienst
Der Stauffenberg-Dienst (auch Vertraulicher Informationsdienst oder CDU-Dienst genannt) war ein privater politischer Nachrichtendienst in Deutschland von 1969 bis 1982.

## Auftrag
Der Dienst sollte die CDU und CSU nach ihrem Wechsel in die Opposition mit vertraulichen Informationen versorgen. Zudem war seine Aufgabe, die Liaison mit „tragfähigen Verbindungen mit politisch maßgeblichen Personen christdemokratisch-konservativer Richtung im Ausland“ zu vermitteln sowie ausgewählten deutschen und ausländischen Journalisten Hinweise zu geben. Der Dienst arbeitete dezidiert gegen Willy Brandts außenpolitisches Konzepts des Wandels durch Annäherung sowie gegen den Abschluss der Ostverträge, zum Beispiel durch gezielte Weitergabe von gesammelten Informationen an die Presse. Nach dem Abschluss der Ostverträge richtete sich das Hauptaugenmerk im Zeitraum 1972–1982 auf die Sammlung von Informationen zu verborgenen östlichen Strategien, z. B. der Infiltration, aber auch der Unterstützung des Terrorismus.

## Geschichte
Maßgeblich am Aufbau im Herbst 1969 war Karl Theodor zu Guttenberg, Wolfgang Langkau und Hans Christoph von Stauffenberg (Deckname: Scheffer) beteiligt. Die beiden letzteren brachten ihre nachrichtendienstliche Erfahrung als ehemalige Mitarbeiter des Bundesnachrichtendienstes ein. Eingeweiht waren zudem der ehemalige Bundeskanzler Kurt Georg Kiesinger, bis zu seinem Tod, der im Februar 1973 verstorbene frühere Kanzleramtschef Hans Globke, und der damalige CSU-Vorsitzende Franz Josef Strauß. Im Juni 1972, kurz vor Guttenbergs Tod am 4. Oktober, übernahm Werner Marx dessen Rolle in der Organisation.
Die DDR-Spionin Inge Goliath, eine Mitarbeiterin von Marx, verriet die Existenz des Stauffenberg-Dienstes an die Hauptverwaltung A des MfS. Am 6. November 1973 erreichte das Ministerium eine siebenseitige Aufzeichnung Goliaths mit dem Titel „Über Personen, die für einen CSU-internen Informationsdienst arbeiten, deren geschäftliche und finanzielle Gepflogenheiten, sowie ihre Verbindungen zum BND“.
Stauffenberg, der formal bei der Bayerischen Staatskanzlei beschäftigt war, ging 1976 mit Erreichen des 65. Lebensjahres in Rente. Über diese Grenze hinaus wollte der Freistaat Bayern ihn, trotz seiner Interventionen beim damaligen Staatsminister Ludwig Huber und beim Leiter der Staatskanzlei, Reiner Keßler, nicht verlängern.
Einer der größten Erfolge des Dienstes waren seit Oktober 1980 Meldungen aus dem Politbüro der DDR. Wer die Quelle war, ist bis heute unbekannt. Jedoch bestätigten sich ihre Meldungen nach der Wende als korrekt. Weitere Erfolge waren Berichte im Zusammenhang mit den Solidarność-Protesten, der Verhängung des Kriegsrechts in Polen sowie die Haltung und Reaktionen der DDR-Führung dazu.
Der Dienst bestand bis Frühjahr 1982. Dann sorgten Presseveröffentlichungen dafür, dass die meisten Quellen ihre Zusammenarbeit aufkündigten. Zudem übernahmen die Unionsparteien unter Kanzler Helmut Kohl kurze Zeit später wieder die Regierung. Dies sicherte den Unionspolitikern den Zugriff auf die Erkenntnisse des BND, sodass der Stauffenberg-Dienst seine Existenzberechtigung verlor. Ob der BND Quellen des Stauffenberg-Dienstes übernahm, ist nicht bekannt.
Im November 2012 wurde der Dienst erstmals von der Politikwissenschaftlerin und Journalistin Stefanie Waske in einer Monographie behandelt, die sich auf mittlerweile freigegebenes Archivmaterial unter anderem der Konrad-Adenauer-Stiftung stützen konnte.

## Tätigkeit
Die Meldungen der Informanten aus dem Ausland erreichten den Dienst per Kurier oder Fernschreiben. Für Meldungen aus Moskau konnte auf den Kurierdienst und die Fernschreibverbindungen einer westlichen Botschaft zurückgegriffen werden. Bei sogenannten „Eil-Informationen“ wurden die Erkenntnisse auch fernmündlich übermittelt. Möglicherweise wurden auch Funkverbindungen genutzt.
Anfangs verarbeitete der Dienst die Informationen, an die seine Zuträger im Ausland gelangen konnten. Später wurden den Informanten gezielte Aufklärungsaufträge erteilt. Die Quellen waren überwiegend auf Honorarbasis tätig; wenige waren ehrenamtlich tätig.

## Mitarbeiter
Zu den Mitarbeitern gehörte der namensgebende Hans Christoph von Stauffenberg, Wolfgang Langkau, ein pensionierter Vertrauter des ehemaligen BND-Präsidenten Reinhard Gehlen, und Hans Langemann. Dieser wurde zur Tarnung als auslandsnachrichtendienstlicher Berater der Olympischen Spiele beschäftigt.  Die Stelle gehörte zum Bayerischen Staatsministerium für Unterricht und Kultus. Langemann zog jedoch nicht dort ein, sondern – angeblich aus Platzmangel – in ein angemietetes Büro in der Bruckmannstraße im Münchener Stadtteil Nymphenburg. Ihm unterstanden zwei Mitarbeiterinnen, die wie er ebenfalls vom BND kamen. Nach dem Ende der Olympischen Spiele wechselte Langemann ins Bayerische Innenministerium am Odeonsplatz und räumte sein Nymphenburger Büro im Mai 1973. Seit 1973 war er Leiter der Staatsschutzabteilung des bayerischen Innenministeriums.
Stauffenberg standen zwei Schreibkräfte zur Verfügung.

## Finanzierung
Die Finanzierung eines privaten Nachrichtendienstes ist ungleich schwieriger, weil dieser nicht ohne weiteres auf staatliche Haushaltsmittel zurückgreifen kann.
Casimir Prinz zu Sayn-Wittgenstein, der als späterer Landesschatzmeister der hessischen CDU eine Schlüsselfigur der CDU-Parteispendenaffäre wurde, bemühte sich bei Vertretern der Wirtschaft um Spenden. Mitte Februar 1971 führte er diesbezüglich ein Gespräch mit Hermann Josef Abs, dem ehemaligen Vorstandssprecher der Deutschen Bank. Im Mai 1971 hatte Sayn-Wittgenstein Zusagen über 60.000 bis 80.000 DM. Der bayerische Staatsminister Franz Heubl bemühte sich um Zuwendungen aus der süddeutschen Wirtschaft. Er erhoffte sich Geld vom Unternehmen Rolf Rodenstock.
Eine wichtige Rolle bei der Finanzierung des Stauffenberg-Dienstes spielte der Arbeitskreis für das Studium internationaler Fragen. Der Verein wurde am 13. Januar 1971 eingetragen. Vorsitzender während seines gesamten Bestehens war Otto B. Roegele, Stellvertreter Heinrich Krone. Schatzmeister war bis zum 23. Juli 1980 Alfred Seidl, danach Florian Harlander. Der Verein wurde 1986 liquidiert. Liquidatoren waren Florian Harlander und Hans Christoph von Stauffenberg. Ende Juni 1971 hatte der Verein 50.000 DM Schulden angehäuft. Von 1976 bis 1981 erhielt der Arbeitskreis 95.500 DM vom Bayerischen Innenministerium. Stauffenberg überwies Langemann im gleichen Zeitraum mindestens 300.000 DM als „Auslagenerstattung für Informanten.“
Langemann erhielt vom Land Bayern 91.254 DM im Jahr 1971 und 108.491 DM im Jahr 1972 für operative Zwecke, womit ebenfalls Quellen des Dienstes bezahlt wurden. Der Abgeordnete Gustav Stein half dem Dienst in einer finanziellen Notlage 1971 mit 25.000 DM aus eigenen Mitteln. Möglicherweise erhielt der Dienst auch von Axel Springer Geld, wofür sich Guttenberg eingesetzt hatte.

## Meldungen
Eines der ersten Aufklärungsziele des Dienstes waren die Ostverhandlungen Willy Brandts in Moskau 1970. Berichtet wurde unter anderem über die Kommunistische Partei Italiens, das Verhältnis des Vatikans zur Sowjetunion, Lageberichte zur Situation in Ägypten und im Sudan sowie die Haltung der USA zur Nahost-Frage. Themen waren weiterhin der Regierungswechsel in Polen und die damit verbundenen Aufstände. Auch zu der politischen Haltung des westlichen Auslands in Bezug auf Deutschland erreichten den Dienst Meldungen. Eine Quelle schien einen Zugang zur CIA zu haben.
Der Dienst berichtete in einer Studie über die, trotz der Ostverträge, fortgesetzte „Infiltration, Subversion und Propaganda“ der DDR gegen Westdeutschland. Eine der treibenden Kräfte hinter diesem Vorgehen soll das Politbüro-Mitglied Hermann Axen gewesen sein. Im Juli 1972 meldete der Dienst eine Verbindung des MfS zur Roten Armee Fraktion, welche sich nach 1989 bestätigte. Eine Analyse über den „Palästinensischer Terrorismus“ beruhte im Wesentlichen auf einem CIA-Bericht, ebenso wie eine Analyse zu Frelimo, die den Stauffenberg-Dienst interessierte, weil eine Delegation im August 1973 Bonn besuchte. 1972 warnte der Stauffenberg-Dienst vor einer Terrorgefahr bei den olympischen Spielen in München (tatsächlich fand am 5. September 1972 ein Attentat statt) und 1973 einer möglichen Steuerung des SPD-Unterbezirks München durch kommunistische Kader. Für Karl Carstens, der als Unterstützer für den Dienst gewonnen wurde und durch seine Zeit im Bundeskanzleramt nachrichtendienstliche Expertise hatte, wurden Informationen über den ungarischen Außenminister Frigyes Puja beschafft. Berichte über das Privatleben von Politikern machten etwa zwei Prozent der Gesamtberichterstattung aus. Dazu zählten Analysen zum Alkoholkonsum Willy Brandts („habe zur Besprechung beim Frühstück mehrere große Cognacs bestellt“) oder eine Charakterstudie über Helmut Schmidt („Sein großes Selbstbewusstsein ist unübersehbar“).

## Berichtsformate
Ein Meldeformat des Dienstes waren die 14-tägigen „Außenpolitischen Akzente“, welche die Meldungen der vergangenen zwei Wochen ohne Quellenangabe zusammenfassen sollte. Die Leser durften diese sinngemäß verwenden, ohne wörtlich zu zitieren.
Die Berichte trugen mitunter einen „Persönlich“-Stempel für „exklusive und schutzbedürftige“ Informationen oder die Hinweise „Aus Gründen des Quellenschutzes wird um besonders vertrauliche Behandlung gebeten“, „Gefährdung des Informationswegs oder des Informanten“ oder „Informantengefährdung“. In ganz sensiblen Fällen wird gebeten: „Nach Lektüre vernichten“. Gesprächspartner werden umschrieben mit „erfahrener Experte“ oder „sehr gut unterrichteter Politiker“. Bei zufällig anfallenden Kenntnissen wird von „Gelegenheitsinformation“ gesprochen.
Allein im ersten Jahr des Dienstes wurden 250 Berichte gefertigt, nachdem es im ersten Halbjahr 1970 nur ein paar pro Monat gewesen waren. 1970/71 erreichten die meisten Berichte den Dienst aus (aber nicht über) den USA, gefolgt von Italien und Frankreich.

## Empfänger
Die Empfänger der Meldungen des Dienstes wurden in verschiedene Verteiler gruppiert. Anfang 1971 bestanden je ein Exklusiv-, Normal- und erweiterter Verteiler sowie einer zu kirchlichen Themen.
Empfänger im Exklusivverteiler waren Karl Theodor zu Guttenberg (MdB), Hans Globke (Staatssekretär a. D.), Franz Heubl (Bayrischer Staatsminister) sowie Otto B. Roegele (Herausgeber Rheinischer Merkur). Inhalte, die über diesen Verteiler verbreitet wurden, waren Sonderinformationen meist mit Informantengefährdung. Daher sollte, um die Gefährdung zu minimieren, der Empfänger-Kreis klein gehalten werden. Ab 1973 gehörten zum Exklusivverteiler folgende Personen: Karl Carstens, Alfred Dregger, Franz Heubl, Heinrich Krone, Alphons Horten, Werner Marx, Alois Mertes, Heinrich Seewald, Franz Ludwig Schenk Graf von Stauffenberg, Casimir Prinz zu Sayn-Wittgenstein, ein Kirchert und Spiritus.
Zum Normalverteiler zählten neben den Empfängern des Exklusivverteilers Hans Neusel (ehem. persönlicher Referent Kurt Georg Kiesingers), Friedrich Voss (Büroleiter für Franz Josef Strauß in Bonn), Rainer Barzel (CDU/CSU-Fraktionsvorsitzender), Heinrich Krone (Bundesminister a. D.), Karl Forster (Sekretär Deutsche Bischofskonferenz), Karl Gumbel (Staatssekretär a. D.), Werner Marx (MdB), Franz Josef Bach (MdB), Bruno Heck (CDU-Generalsekretär), Reiner Keßler (Leiter Bayerische Staatskanzlei), Casimir Prinz zu Sayn-Wittgenstein (CDU Hessen) sowie ein Kirchert.
Journalisten, die im Sinne der politischen Ausrichtung des Dienstes schrieben und hinreichend diskret waren, konnten ebenso Berichte erhalten. Hierzu zählten insbesondere der damalige Chefredakteur der Bild-Zeitung, Peter Boenisch, der ZDF-Fernsehmoderator Gerhard Löwenthal sowie der Ressortleiter Außenpolitik der Zeitung Die Welt, Dieter Cycon. Teilweise ließen sich Ähnlichkeiten von Welt-Artikeln mit Berichten des Stauffenberg-Dienstes ausmachen.
Später (ggf. 1973/74) kamen als Empfänger der Berichte hinzu die Abgeordneten Walter Wallmann, Gerhard Reddemann und Kurt Birrenbach, der Mitglied des Auswärtiger Ausschusses war und die „ausgezeichneten geheimen Berichte“ lobte, Hans Graf Huyn, der außenpolitische Referent der CSU, der ehemalige Botschafter Gustav Böx, der Geldgeber Gustav Stein sowie der Unternehmer Heinrich Gattineau. Die Identität der Berichts-Empfängerin mit dem Decknamen Marianne ist ungeklärt.